# Pastorówka w Kole

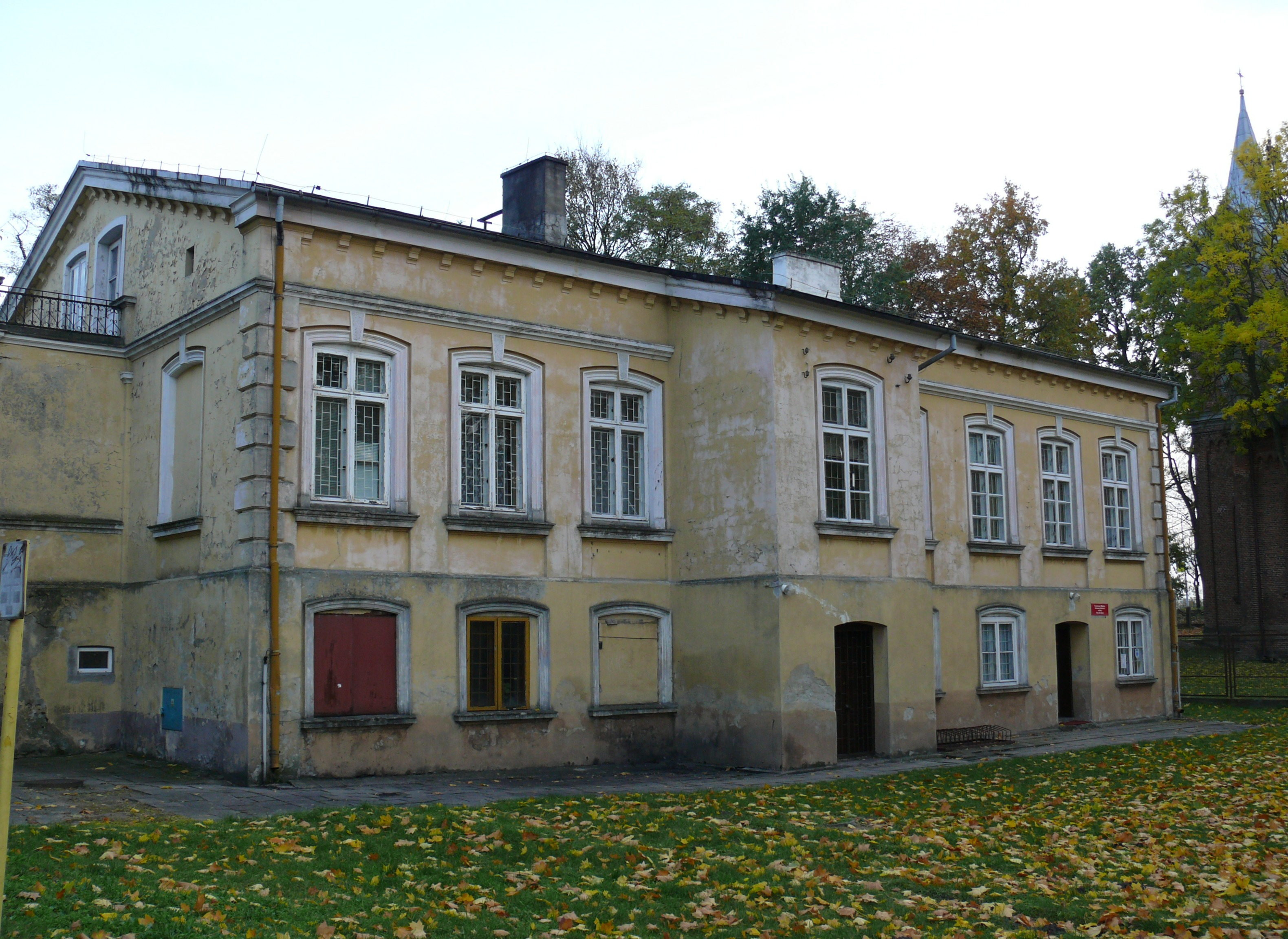
Tył budynku, stan w 2008 roku

Pastorówka w Kole – zabytkowy budynek wzniesiony w 1904 roku, dawna pastorówka parafii ewangelickiej w Kole.
W 1990 roku budynek wraz z kościołem Opatrzności Bożej został wpisany do rejestru zabytków.

## Historia
Od około 1816 roku funkcjonował w Kole kantorat parafii Ewangelicko-Augsburskiej we Władysławowie, a następnie parafii Ewangelicko-Augsburskiej w Turku. W związku z dużą liczbą kantoratów na terenie parafii w Turku, kolscy ewangelicy podjęli działania zmierzające do powołania parafii w Kole. W 1872 roku kolscy ewangelicy zakupili od miasta działkę przy obecnej ulicy Henryka Sienkiewicza, na której w 1883 roku wybudowano kościół, a następnie również pastorówkę.
W 1901 roku ewangelicy z Koła zobowiązali się wybudować dom mieszkalny dla przyszłego pastora oraz wypłacać mu pensję 500 rubli rocznie. W 1902 roku uchwalili natomiast wybudowanie pastorówki kosztem 6 tysięcy rubli i zwrócili się do konsystorza o zapomogę w wysokości 2,5 tysiąca rubli. Konsystorz początkowo odmówił przekazania zapomogi, później jednak darował kolskiej filii tysiąc rubli.
W 1903 delegacja z Koła udała się do konsystorza z prośbą o mianowanie Ryszarda Paszko na administratora parafii w Kole. 6 lipca tego samego roku warszawski konsystorz zwrócił się do gubernatora w Kaliszu z prośbą o zezwolenie na budowę domu dla pastora za kwotę 6 tysięcy rubli. W 1904 roku gubernator kaliski przekazał na budowę pastorówki 500 rubli.
Dzięki zaangażowaniu nowego administratora parafii oraz mieszkańców, budowę domu udało się zakończyć w lipcu 1904 roku. Pastorówka została wybudowana w stylu eklektycznym z elementami klasycyzmu. Miała ona loggię z ażurową balustradą oraz wejście z gankiem i taras. Długość budynku wyniosła 22 metry, a szerokość 16 metrów. Koszt budowy wyniósł ostatecznie 10 tysięcy i 751 rubli. W celu pokrycia kosztów budowy kolska parafia zaciągnęła pożyczkę w wysokości 4 tysięcy rubli, którą spłacono dopiero na przełomie 1911 i 1912 roku.
Budynek miał pomieszczenia użytkowe zarówno na parterze, przyziemiu i poddaszu. Oprócz mieszkania dla proboszcza, znajdowały się w nim także kancelaria parafialna i inne pomieszczenia, wykorzystywane m.in. przez chór, parafialną bibliotekę oraz inne organizacje parafialne. Budynek pełnił funkcję pastorówki do aresztowania księdza Ryszarda Paszko w 1915 roku przez okupacyjne władze niemieckie, następnie utworzono tam szpital wojskowy, a następnie pocztę. Po aresztowaniu dotychczasowego proboszcza parafią zarządzał ks. Rutkowski z Dąbia, a od marca 1916 roku ks. Erich Voigt. Administrator kolskiej parafii pozbawiony był miejsca zamieszkania, dlatego ks. Voigt mieszkał jako lokator u sędziego pokoju Antoniego Paprockiego.
Po odzyskaniu przez Polskę niepodległości budynek został własnością Rządu Polskiego, w związku z tym, że Niemcy zainstalowali w nim wcześniej urządzenia centrali telefonicznej i telegraficznej. Oprócz istnienia w budynku poczty, mieszkał tam także kierownik poczty oraz czterej urzędnicy z rodzinami. Urzędnicy ci m.in. poprzestawiali w pomieszczeniach piece oraz trzymali w pastorówce zwierzęta gospodarskie.
Dopiero w 1922 roku, po interwencjach biskupa Juliusza Bursche i posła Spickermanna oraz innych notabli, budynek przekazano prawowitemu właścicielowi, czyli kolskiej parafii. Po odzyskaniu budynku parafia była zmuszona dokonać remontu pastorówki, którego koszt wyniósł 7 milionów 765 tysięcy i 680 marek polskich. W 1927 roku położono na budynku nowy dach, a dwa lata później budynek otynkowano.
W wyniku II wojny światowej miasto opuścił ostatni kolski proboszcz i większość parafian. W 1945 roku pastorówka była w 70% zniszczona i splądrowana, ulokowano w niej jednak Oddział Koło Towarzystwa Przyjaciół Żołnierza. 
31 stycznia 1948 roku pastorówka wraz z kościołem, ogrodem i budynkami gospodarczymi został przekazany diecezji pomorsko-wielkopolskiej Kościoła Ewangelicko-Augsburskiego, jednak już 1 października 1947 roku władze diecezji zwróciły się do Towarzystwa Przyjaciół Żołnierza z propozycją podpisania umowy najmu pastorówki, którą zawarto ostatecznie 18 listopada tego samego roku. Jak wynika z wizytacji w 1950 roku w budynku oprócz siedziby TPŻ znajdowało się także przedszkole oraz mieszkało w nim kilka osób. W tym samym roku nastąpiła zmiana najemcy, gdyż zamiast TPŻ lokale zaczął wynajmować Zarząd Powiatowy Związku Młodzieży Polskiej. W 1955 roku lokal opuścił ZMP, a rok później przydział pięciu izb otrzymała Miejska Biblioteka Publiczna w Kole. W 1963 roku biblioteka otrzymała kolejną izbę na ulokowanie oddziału dziecięcego, a trzy lata później kolejną powierzchnię po zmarłym lokatorze. Od lat 50. do lat 80. w pastorówce działał także warsztat krawiecki. Od 1976 roku budynek jest własnością parafii Ewangelicko-Augsburskiej w Koninie. W 1985 roku w budynku rozebrano piece i założono centralne ogrzewanie oraz kanalizację.
Parafia korzystała w pastorówce z jednego pomieszczenia na poddaszu, w którym mieściła się kancelaria i punkt katechetyczny. W latach 2000–2011 z tego samego pomieszczenia korzystało także nieodpłatnie Towarzystwo Przyjaciół Miasta Koła. W okresie zimowym w pastorówce odprawiane były nabożeństwa. W kwietniu 2013 roku pastorówkę opuściła biblioteka, od tego czasu budynek nie jest używany.